# Andrea Mazza
Andrea Mazza (né le 21 novembre 1724 à Parme, dans l'actuelle région d'Émilie-Romagne, alors dans le duché de Parme et Plaisance  et mort le 13 septembre 1797 dans cette même ville) est un religieux, philosophe, historien et antiquaire italien.

## Biographie
Andrea Mazza nait à Parme en 1724. Après avoir achevé ses études à Reggio, il entre, à dix-sept ans, dans la Congrégation Bénédictine du Mont-Cassin, et est envoyé par ses supérieurs à Rome pour y suivre des cours de philosophie et de théologie. 
Revenu à Parme, il est chargé de l’enseignement de ses jeunes confrères. Nommé conservateur de la bibliothèque de son couvent, il la met en ordre, l’augmente d’un grand nombre d’ouvrages et en dresse le catalogue. Dans ses loisirs, il étudie l’histoire et les antiquités. D’après l’invitation du marquis Guillaume Du Tillot, ministre de Parme, il s’occupe de préparer une nouvelle édition des Mémoires de Vittorio Siri ; mais lorsque l’ouvrage allait être mis sous presse, le ministre croit devoir en arrêter la publication par égard pour le maréchal de Richelieu, qui pouvait ne pas voir avec plaisir la reproduction d’un livre dans lequel son grand-oncle, le cardinal, n’est pas ménagé. Du Tillot dédommage le P. Mazza de la perte d’un travail qui lui a coûté quatre années (1759-62).
Peu de temps après, il est envoyé, par le ministre, à Milan, pour traiter au nom du duc de Parme de l’acquisition de la bibliothèque du comte Carlo Pertusati. Il venait de conclure le marché à des conditions très avantageuses, lorsque l’impératrice Marie-Thérèse défend que ces livres sortent de Milan, et les achète pour en faire présent au gouverneur de la Lombardie. Furieux d’avoir perdu cette occasion d’enrichir la bibliothèque royale de Parme, Paolo Maria Paciaudi s’emporte contre le P. Mazza, et lui voue dès lors une haine implacable.
Cependant le marquis Du Tillot ne cesse de lui donner des preuves de sa bienveillance. Il le nomme l’un des conservateurs de la bibliothèque royale, et le charge de rendre compte, dans la Gazette littéraire, qui s’imprime alors à Paris, des meilleurs ouvrages publiés en Italie. Après la disgrâce du marquis Du Tillot le P. Mazza remplace Paciaudi comme bibliothécaire en chef. Nommé en 1780 abbé du monastère de Saint-Jean, à Parme, le P. Mazza s’occupe de faire refleurir les études, et meurt le 13 septembre 1797. Il est membre de plusieurs académies, et compte parmi ses amis Girolamo Tiraboschi, auquel il fournit beaucoup de notes pour la Storia della Ietteratura italiana, mais sans lui permettre de le nommer.

## Œuvres
- Historiæ ecclesiasticæ selecta capita, Parme, 1780 ;
- une Lettre aux auteurs de la Gazette littéraire, en réponse à celle que Deleyre avait publiée sur le caractère des Italiens, avril, 1763 ; une sur l’Histoire de Parme, de Bonaventura Angeli, publiée par Ireneo Affò dans le tome 4 des Scrittori Parmigiani ; deux Sur les véritables motifs de l’exil d’Ovide, dans le Giornale di Modena, 1788-1789.

Il a laissé en manuscrit des Mémoires sur le poète Basinio Basini ; une Notice sur le P. Benedetto Bacchini, dont Affò a profité pour rédiger son article dans les Scrittori Parmigiani ; de nombreuses additions pour la Biblioteca italiana de Nicola Francesco Haym ; des observations sur le Cours d’études de Condillac, sur le Voyage en Italie de Lalande, sur la Description des tableaux du Corrége, par Carlo Giuseppe Ratti ; et aussi deux corrections importantes de l’inscription relative à Trajan, publiée par Muratori. L’Éloge du P. Mazza, par Antonio Cerati, se trouve dans ses Opuscules, t. 2 , p. 105 ; un autre par le P. Pompilio Pozzetti, a été publié à Carpi.